# Mostky (zámek)
Zámek Mostky stával v obci Mostky v okrese Český Krumlov, nedaleko Kaplice.

## Historie
Zámku předcházely dvě tvrze. První tvrz vznikla v polovině 14. století - roku 1366 je zmiňován Žibřid z Mostku; ze stejného roku pochází i první písemná zmínka o obci Mostky. V roce 1517 získali obec Hřebenářové z Hřebene, kteří pravděpodobně postavili novou tvrz. Roku 1627 ji zakoupil Josef Arnošt Šrejner z Rosnecka. V roce 1673 je tvrz zmiňována jako pustá. Později vyrostl na místě tvrze zámek. Roku 1769 došlo k připojení k panství Nové Hrady. Až do počátku 80. let 20. století v něm byly byty, poté byl chátrající zámeček zbořen.